# Cuy Móvil
Cuy Móvil es un operador móvil virtual (OMV) peruano fundado en 2016. Es propiedad de Guinea Mobile, empresa que opera utilizando la red de Claro (Perú) para ofrecer servicios de telefonía móvil en el país. Cuy Móvil inició sus operaciones comerciales en 2019, tras recibir la autorización del Ministerio de Transportes y Comunicaciones del Perú (MTC) en enero de 2018 para operar como OMV por un periodo de 20 años. 

## Historia
Cuy Móvil fue concebido como una alternativa en el mercado de telecomunicaciones peruano, enfocándose inicialmente en el segmento juvenil. Su modelo de negocio se basó en la venta de tarjetas SIM a través de su portal web, con entrega a domicilio. Durante su lanzamiento, la empresa ofreció un periodo de prueba gratuito para atraer a nuevos usuarios. 

## Servicios
Cuy Móvil ofrece servicios de telefonía móvil bajo el modelo OMV, brindando planes prepagos y postpagos. La empresa ha destacado por permitir a los usuarios configurar sus propios planes móviles a través de plataformas digitales, adaptándose a las necesidades individuales de cada cliente. 

## Tecnología
La empresa opera utilizando la infraestructura de la red 4.5G de Claro Perú, lo que le permite ofrecer cobertura nacional. Además, ha implementado la aplicación móvil "MiCuy", que permite a los usuarios gestionar sus líneas, activar chips, modificar suscripciones y realizar pagos de manera digital. 